# タナカヒロシのすべて
『タナカヒロシのすべて』は、2005年に公開された日本の映画作品。

## 概要
鳥肌実の初主演映画。

## あらすじ
かつら工場で働く男・タナカヒロシ、32歳、独身。
フォーチュン・クッキーで大凶をひいたのを機に、父の死といった不幸が彼にのしかかる。

## 登場人物
- 田中宏：鳥肌実
- 弁当屋の娘：ユンソナ
- 上司・小林専務：高橋克実
- 友人・田辺：宮迫博之
- テルミンと俳句の会の先生：伊武雅刀
- テルミンと俳句の会の女の子：市川実和子
- 看護師さん：小島聖
- 田辺の妻：西田尚美
- デリバリー娘：矢沢心
- 中華料理のママ：日吉ミミ
- 料亭の仲居：島田珠代
- 遠山社長：南州太郎
- 税理士：小倉一郎
- 駅前のたこ焼き屋：清水審大
- 人事担当者：芦川誠
- 喪服の女：宮崎彩子
- 動物病院の医師：手塚とおる
- 工員：昭和のいる・こいる
- 工員：鈴木みのる
- 工員：三宅弘城
- シロアリ駆除社「ギサン」：榊英雄
- 母の主治医：みのすけ
- おはようリフォーム社長・大友：寺島進
- ヒロシの父：上田耕一
- ヒロシの母：加賀まりこ

## 備考
テルミンと俳句の会は、元の脚本では俳句の会だけだったが、盆栽と俳句の会という名前へ変更になり、最終的に現在の団体名に落ち着いた。

## スタッフ
- 監督・脚本：田中誠
- 音楽：白井良明、大正九年（楽曲提供）
- 主題歌：クレイジーケンバンド 「シャリマール」
- 製作プロダクション：小椋事務所
- 配給：ファントム・フィルム